# Apogonia tamdaoensis
Apogonia tamdaoensis är en skalbaggsart som beskrevs av Kobayashi 2008. Apogonia tamdaoensis ingår i släktet Apogonia och familjen Melolonthidae. Inga underarter finns listade i Catalogue of Life.